# Premis ATV 2003
Els VI Premis ATV corresponents a 2003 foren entregats per l'Acadèmia de les Ciències i les Arts de Televisió d'Espanya el 30 d'abril de 2004 en una gala celebrada a l'Edifici Fòrum de Barcelona i retransmesa per TVE. Fou dirigida per Ricard Reguant i presentada per Rosario Pardo. Tot i que la cerimònia es va celebrar a Catalunya, el director de TV3, Francesc Escribano va decidir trencar amb l'Acadèmia de les Ciències i les Arts de Televisió d'Espanya en considerar que la gala no va comptar amb la participació de cap professional de la televisió catalana, "mostrant una gran falta de sensibilitat de l'ATV cap a TV-3 i cap a Catalunya".

## Guardonats
| Categoria                                 | Programa                    | Persona                    | Resultat   |
| ----------------------------------------- | --------------------------- | -------------------------- | ---------- |
| Interpretació Masculina                   | Los Serrano                 | Antonio Resines            | Guanyador  |
| Interpretació Masculina                   | Aquí no hay quien viva      | Fernando Tejero            | Nominat    |
| Interpretació Masculina                   | Cuéntame cómo pasó          | Imanol Arias               | Nominat    |
| Interpretació Femenina                    | 7 vidas                     | Amparo Baró                | Guanyadora |
| Interpretació Femenina                    | Cuéntame cómo pasó          | Ana Duato                  | Nominada   |
| Interpretació Femenina                    | 7 vidas                     | Anabel Alonso              | Nominada   |
| Comunicador de Programes d'Entreteniment  | Todo Madrid                 | Juan Ramón Lucas           | Guanyador  |
| Comunicador de Programes d'Entreteniment  | Una altra cosa              | Andreu Buenafuente         | Nominat    |
| Comunicador de Programes d'Entreteniment  | La noche con Fuentes y Cía  | Manel Fuentes              | Nominat    |
| Comunicadora de Programes d'Entreteniment | Me lo dices o me lo cuentas | Lorena Berdún              | Guanyadora |
| Comunicadora de Programes d'Entreteniment | La columna                  | Julia Otero                | Nominada   |
| Comunicadora de Programes d'Entreteniment | Pasapalabra                 | Silvia Jato                | Nominada   |
| Comunicador de Programes Informatius      | Informativos Telecinco      | Hilario Pino               | Guanyador  |
| Comunicador de Programes Informatius      | 7 días, 7 noches            | Pedro Piqueras             | Nominat    |
| Comunicador de Programes Informatius      | Antena 3 Noticias           | Matías Prats               | Nominat    |
| Comunicadora de Programes Informatius     | Informativos Telecinco      | Àngels Barceló             | Guanyadora |
| Comunicadora de Programes Informatius     | Telediario                  | Ana Blanco                 | Nominada   |
| Comunicadora de Programes Informatius     | La mirada crítica           | Montserrat Domínguez       | Nominada   |
| Programa de Ficció                        | 7 vidas                     | 7 vidas                    | Guanyador  |
| Programa de Ficció                        | Los Serrano                 | Los Serrano                | Nominat    |
| Programa de Ficció                        | Cuéntame cómo pasó          | Cuéntame cómo pasó         | Nominat    |
| Programa d'Entreteniment                  | Las noticias del guiñol     | Las noticias del guiñol    | Guanyador  |
| Programa d'Entreteniment                  | El club de la comedia       | El club de la comedia      | Nominat    |
| Programa d'Entreteniment                  | La Noche con Fuentes y Cía  | La Noche con Fuentes y Cía | Nominat    |
| Programa Informatiu                       | La 2 Noticias               | La 2 Noticias              | Guanyador  |
| Programa Informatiu                       | El día después              | El día después             | Nominat    |
| Programa Infantil                         | El conciertazo              | El conciertazo             | Guanyador  |
| Programa Infantil                         | Los Lunnis                  | Los Lunnis                 | Nominat    |
| Programa Infantil                         | Ruta Quetzal                | Ruta Quetzal               | Nominat    |
| Programa Documental                       | Al filo de lo imposible     | Al filo de lo imposible    | Guanyador  |
| Programa Autonòmic d'Entreteniment        | Una altra cosa              | Una altra cosa             | Guanyador  |
| Programa Autonòmic d'Entreteniment        | Todo Madrid                 | Todo Madrid                | Nominat    |
| Programa Autonòmic Informatiu             | Madrid Directo              | Madrid Directo             | Guanyador  |
| Programa Autonòmic Informatiu             | Buenos días, Madrid         | Buenos días, Madrid        | Nominat    |
| TV Movie                                  | Arroz y tartana             | Arroz y tartana            | Guanyador  |
| TV Movie                                  | La Mari                     | La Mari                    | Nominat    |
| TV Movie                                  | Historia de Estrella        | Historia de Estrella       | Nominat    |
| Direcció                                  | Cuéntame cómo pasó          | Cuéntame cómo pasó         | Guanyador  |
| Direcció                                  | Los Serrano                 | Los Serrano                | Nominat    |
| Direcció                                  | Arroz y tartana             | Arroz y tartana            | Nominat    |
| Realització                               | El comisario                | El comisario               | Guanyador  |
| Producció                                 | Cuéntame cómo pasó          | Cuéntame cómo pasó         | Guanyador  |
| Producció                                 | El comisario                | El comisario               | Nominat    |
| Producció                                 | Arroz y tartana             | Arroz y tartana            | Nominat    |
| Guió                                      | 7 vidas                     | 7 vidas                    | Guanyador  |
| Guió                                      | Cuéntame cómo pasó          | Cuéntame cómo pasó         | Nominat    |
| Guió                                      | Aquí no hay quien viva      | Aquí no hay quien viva     | Nominat    |
| Fotografia i I·lluminació                 | Al filo de lo imposible     | Al filo de lo imposible    | Guanyador  |
| Fotografia i I·lluminació                 | Cuéntame cómo pasó          | Cuéntame cómo pasó         | Nominat    |
| Fotografia i I·lluminació                 | Arroz y tartana             | Arroz y tartana            | Nominat    |
| Canal Temàtic                             | CNN+                        | CNN+                       | Guanyador  |
| Premi Especial a tota una vida            | Josefina Molina             | Josefina Molina            | Guanyador  |